# Fire Emblem
Fire Emblem (ファイアーエムブレム Faiā Emuburemu, en español: Emblema de fuego?) es una franquicia de videojuegos del género rol táctico (estrategia y rol) desarrollada por Intelligent Systems, diseñada por Shouzou Kaga y distribuida por Nintendo. Fire Emblem se caracteriza por la mezcla de los géneros de estrategia y rol, por ser pioneros en este tipo de juegos y por tener una gran influencia del folclore medieval europeo.
La serie consta de 23 videojuegos, cuya mayoría han visto la luz en la mayoría de consolas de Nintendo (NES, SNES, Satellaview, Game Boy Advance, GameCube, Wii, Nintendo DS, Nintendo 3DS, Nintendo Switch) además de dispositivos móviles (Fire Emblem Heroes, lanzado en 2017).
La saga también ha contado con 3 juegos de cartas (Trading Card Game), los cuales no salieron de Japón y se encuentran actualmente descontinuados. El más reciente, Fire Emblem Cipher, recibió nuevo contenido hasta el 1 de octubre de 2020 y recibió soporte hasta marzo de 2021. 
Fire Emblem, el séptimo juego de la franquicia, se convirtió en el primer juego de la saga en lanzarse internacionalmente en 2003. Presentado fuera de Japón con el escueto título de Fire Emblem (posteriormente es referido como Fire Emblem: The Blazing Blade en Fire Emblem Heroes), el juego se diseñó principalmente para los nuevos jugadores occidentales. Teniendo esto en cuenta, desde el primer capítulo se muestra un tutorial para aprender el modo de juego que dura diez capítulos. A partir de este juego, casi todos los título de Fire Emblem han sido presentado internacionalmente (con la excepción del remake Fire Emblem: Shin Monshō no Nazo ~Hikari to Kage no Eiyū~). A pesar de esto, la mayoría de juegos anteriores a este siguen sin ver la luz en occidente.

## Modo de juego

### Básico
Fire Emblem es una serie de juegos de estrategia por turnos en los que el jugador maneja sus unidades/personajes por un mapa con el objetivo de derrotar a los enemigos para cumplir con la misión del capítulo: tomar un castillo, sobrevivir determinados turnos el ataque enemigo, acabar con todos los enemigos del mapa o derrotar a un jefe. La saga también contiene aspectos de RPG tradicionales; así por ejemplo, el jugador puede usar su dinero para comprar armas y objetos especiales de las tiendas, visitar pueblos, tener conversaciones con PNJ o personajes antagonistas, así como intercambiar objetos entre personajes y adquirir puntos de experiencia en cada lucha para aumentar el nivel y las características de cada unidad.
El sistema de combate está basado en el triángulo de armas en el que cada tipo de arma tiene ventaja sobre unas y desventaja frente a otras, método basado en el juego de piedra-papel-tijeras. Desde Fire Emblem: Seisen no Keifu, el triángulo de armas es el siguiente: la lanza derrota a la espada, la espada derrota al hacha, y el hacha tiene ventaja sobre la lanza. estas armas sólo pueden usarse para atacar unidades adyacentes. Aunque hay algunas armas especiales, como las hachas arrojadizas o jabalinas que pueden lanzarse a unidades más lejanas. El arco no se ajusta a este triángulo, esta arma produce un daño adicional a las unidades voladoras, como los pegasos, pero por el contrario, el arquero es muy vulnerable a los ataques directos. El arco sólo puede usarse para atacar a distancia, no es válido para atacar a enemigos adyacentes. En algunos títulos existen armas que permiten el ataque a unidades adyacentes.
La saga Fire Emblem también se caracteriza por el uso de la magia. Con los hechizos ocurre algo similar a las armas: existe la trinidad de la magia, cosa muy parecida al triángulo de las armas. Dicha trinidad varía de un juego a otro. Esta trinidad de la magia para algunos juegos es: los hechizos de luz sagrada vencen a los conjuros oscuros, los conjuros oscuros derrotan a los de alma o ánima, los que también pueden representar a los elementos (tierra, fuego, aire y agua) y finalmente los de alma o ánima vencen a los de luz. En otros juegos: fuego vence a viento, viento vence a trueno y este a fuego. Los hechizos pueden lanzarse a distancia y a enemigos adyacentes indistintamente (excepto en Fire Emblem Heroes).
Las armas y hechizos en Fire Emblem tienen un número determinado de usos, tras los cuales, el arma o hechizo se rompe y es inutilizable. Existe algún juego de la saga que no sigue esta pauta, y sus usos pueden ser infinitos (Fates, Heroes, Gaiden y Echoes). En algunos juegos el jugador tiene la opción de reparar cualquier arma a cambio de cierta cantidad de dinero o usando objetos mágicos. Esto no es necesario para las armas típicas, pues pueden encontrarse en abundancia obteniéndolas al derrotar a ciertos enemigos, o en las tiendas y armerías repartidas en el juego, pero que es muy útil para armas especiales, de las que sólo existe un ejemplar y no se pueden obtener más en el juego. No pueden cambiarse las armas viejas por nuevas en el herrero local. Las armas pueden ser de bronce, hierro, acero y plata, algunas llegando a tener algún tipo de hechizo. Cuanto mayor sea la calidad del arma, más puntos de vida arrancará al enemigo, aunque también menos usos se le podrá dar.

### Unidades
A diferencia de juegos como Advance Wars y otros juegos RPG tácticos como son Final Fantasy Tactics, el generador de personajes no existe. En su lugar, se utilizan diferentes clases y personajes, cada una con diferentes habilidades clases de personajes teniendo estos pasado y personalidad. Las estadísticas de los personajes empiezan a un nivel bajo al principio de cada partida, pero cuando se progresa durante el juego estas avanza en sus habilidades, otras unidades también pueden unirse a la causa del personaje principal si es necesario a través de los eventos de la trama y las acciones que se tomen.
Usando las unidades en las batallas se dan al personaje puntos de experiencia; el nivel del personaje aumentará al llegar a los 100 puntos de exp. Nivelar a los demás personajes no principales se puede hacer usándolos, o bien dándoles experiencia, sin embargo al terminar con un enemigo que sea jefe del nivel, dependerá si el personaje tiene un nivel avanzado o bajo, ya que si este tiene mayor nivel en su clase tendrá menos puntuación y si por el contrario este no tiene tanto nivel de clase tendrá más puntos de experiencia que el anterior.
Así cuando el nivel de un personaje sube, pueden tener la posibilidad de cambiar el nivel de clase que tienen, muchas veces a esto se le conoce como «promoción», dependiendo de las reglas de cada juego de la franquicia, los personajes pueden ser «promocionados» por su nivel de experiencia, o a través de un objeto en particular que forzara la promoción de la unidad. Los personajes pueden avanzar de promoción y estadísticas con habilidades especiales que el jugador puede darles, estas solo pueden ser dadas a los personajes de mayor nivel. Por ejemplo, Oscar, un caballero de lanza en Fire Emblem: Path of Radiance, cambiará de nivel automáticamente al llegar al nivel 21, volviéndose paladín de nivel 1. Se le dan puntos extra por su nueva clase, y puede moverse dos turnos -al atacar y al terminar el ataque-, y ahora puede portar arcos junto con el arma adicional que tenía, en este caso, la lanza.

### Relaciones
El romance y la amistad son temas esenciales a través de las serie Fire Emblem. Empezando por la sexta entrega, Fire Emblem: The Binding Blade, esta característica se añadió al modo de juego para tener conversaciones de soporte.
En los títulos para GBA de Fire Emblem, estas conversaciones pueden aparecer teniendo a las parejas juntas o al terminar sus turnos y mantenerlos uno junto al otro. Después de un número considerable de niveles en el juego, el jugador tiene la opción de conversación de soporte entre los dos personajes. Incluso, si se logra obtener un nivel de apoyo "A" entre dos personajes, estos podrán tener un final común al concluir el juego.
Path of Radiance simplificó esta opción solamente teniendo a los personajes durante las batallas juntos y no necesariamente adyacentes uno al otro. Cada vez que los dos personajes tienen una conversación, la afinidad que tienen uno por el otro incrementará, dándoles estadísticas de apoyo y activando un bonus de apoyo cada vez que están cerca en el campo de batalla. Si dos personajes tienen una relación romántica, una fuerte amistad u otro tipo de conexión, estos llegan a tener tres niveles de soporte, el resultado de estas conversaciones afectará el final del juego. Dependiendo de los personajes, tales resultados pueden terminar en una boda, una profunda amistad, o una continuación de su relación.
Sin embargo, antes de los títulos lanzados para GBA, ya existía sistemas de soporte, pero mucho menos sofisticados. Por ejemplo, algunos personajes de Fire Emblem: Monshō no Nazo, por el solo hecho de estar cerca a otro con el cual se relaciona en la historia, reciben mejoras en sus estadísticas.
Un sistema inédito en las relaciones entre personajes de un juego es el usado en Fire Emblem: Seisen no Keifu. Este juego consta de dos generaciones, donde cada mujer de la primera generación tiene descendencia fija que aparecerá en la segunda generación y cuyas estadísticas iniciales y crecimientos dependerán del hombre del que ésta se haya enamorado. En el caso de que una mujer muera o no se enamore, en la segunda generación aparecerán sustitutos de sus hijos que, por lo general, tendrán una historia muy parecida a los originales. Por ejemplo, los hijos de Tailtiu son Arthur y Tine, pero si ella muere o no se enamora, en la segunda generación aparecerán Linda y Amid, sus sobrinos.

### Muerte
Los personajes/unidades de Fire Emblem a los que se les acaban los puntos de vida y mueren, no pueden volver a usarse en lo que queda de juego. La partida continúa de manera normal, porque aunque la unidad no estará disponible para el combate, y si es necesario para la trama, el personaje aparecerá en las escenas de diálogo que enlazan los capítulos. Esta regla también afecta a los PNJ y a las unidades enemigas. Para evitar la baja definitiva del personaje, la única opción del jugador es volver a empezar el capítulo. Esta regla va más allá cuando se trata de un personaje principal, ya que si muere, la partida termina y el jugador es obligado a reiniciar el capítulo desde el principio.
Existen varias excepciones en juegos como Mystery of the Emblem, Genealogy of Holy War, Blazing Blade, Fire Emblem: Path of Radiance y Echoes, en los que los personajes caídos pueden volver a usarse en algún punto del juego. Además, en algunos juegos también pueden resucitarse unidades usando ciertos hechizos, papiros o bastones, aunque suelen ser elementos bastante extraños y limitados. Esta excepción no es aplicable a los personajes principales.
En Fire Emblem: New Mystery of the Emblem ~ Hero of Light and Shadow ~ se implementa un nuevo sistema en el cual la muerte de los personajes no es definitiva. Esto es opcional, ya que el jugador, al comenzar una partida, puede elegir si aceptarlo o usar el sistema de muertes permanentes característico de la saga. Esta característica también está disponible en Fire Emblem: Awakening, Fire Emblem Echoes: Shadows of Valentia, Fire Emblem: Three Houses y Fire Emblem: Engage.
Fire Emblem Heroes se distancia de todos los demás juegos de la serie al no existir esta característica.

## El nombre de la serie
Fire Emblem (el emblema de fuego) se refiere a un objeto sobre el que gira la trama de cada juego o que tiene especial relevancia dentro de ella. El objeto y su historia varían según el juego:
- El Fire Emblem original de Fire Emblem: Ankoku Ryū to Hikari no Tsurugi era un escudo que permitía a su portador usar la espada Falchion, aunque en realidad su verdadero propósito era sellar a los dragones de tierra. En Fire Emblem: Monshō no Nazo y Fire Emblem: Shadow Dragon es el mismo objeto.
- En Fire Emblem: Seisen no Keifu, no aparece, sin embargo se menciona que es el escudo de la casa de Velthomer.
- En Fire Emblem y Fire Emblem: Fūin no Tsurugi, el emblema de fuego es una piedra preciosa necesaria para reconocer al heredero al trono de Biran.
- En Fire Emblem: The Sacred Stones, es la piedra sagrada de grado en la que fue encerrado el espíritu del rey Demonio.
- En Fire Emblem: Path of Radiance y Fire Emblem: Radiant Dawn, es el medallón de Lehran, donde duerme la diosa del caos, y solo despertará si pasan 1000 años desde su encierro, si la apóstol descendiente de Altina canta el galdr de la liberación o si en el mundo hay una guerra que ocupe todo el continente.
- En Fire Emblem: Awakening, es un escudo con 5 piedras el cual es la herencia de la familia de Ylisse, dicho escudo permite hacer un ritual ya sea para invocar a Naga o Grima.
- En Fire Emblem Fates, es la verdadera forma de la espada del protagonista la cual se activa al reunirse la Yato Alfa y las 4 armas divinas pertenecientes a las familias reales de los reinos de Nohr y Hoshido.
- En Fire Emblem: Three Houses, aunque no es llamado así en las versiones inglesas y japonesas, es uno de los 22 emblemas entregados por la Diosa a los habitantes de Fódlan, siendo este el emblema de la misma Diosa.
- En Fire Emblem: Engage, se llama emblema de fuego a Alear, protagonista de la historia, a partir de cierto punto de la historia.

## Juegos
Este es un listado de los juegos que han salido a la venta desde la aparición de la franquicia y varios títulos anunciados oficialmente.
| Título occidental                                                                    | Título japonés                                                                                                 | Consola                            | Año  | Notas |
| ------------------------------------------------------------------------------------ | --- | ---------------------------------- | ---- | --- |
| Fire Emblem: Ankoku Ryū to Hikari no Tsurugi (Dragon of Darkness and Sword of Light) | ファイアーエムブレム 暗黒竜と光の剣 (Fire Emblem: Ankoku Ryū to Hikari no Tsurugi)                             | NES                                | 1990 | Primer juego, que da nombre a la saga. |
| Fire Emblem Gaiden                                                                   | ファイアーエムブレム外伝 (Fire Emblem Gaiden)                                                                  | NES                                | 1991 | Historia alternativa relacionada con la primera. |
| Fire Emblem: Monshō no Nazo (Mystery of the Emblem)                                  | ファイアーエムブレム 紋章の謎 (Fire Emblem: Monshō no Nazo)                                                    | Super NES                          | 1993 | Es una continuación del primer juego acompañado de su secuela. |
| Fire Emblem: Seisen no Keifu (Genealogy of Holy War)                                 | ファイアーエムブレム 聖戦の系譜 (Fire Emblem: Seisen no Keifu)                                                 | Super NES                          | 1996 | El primer Fire Emblem en presentar un nuevo mundo sin relación con el de los anteriores juegos. Aparecen nuevas características y mecánicas en la saga. |
| BS Fire Emblem: Akaneia Senki                                                        | BSファイアーエムブレム アカネイア戦記 (BS Fire Emblem: Akaneia Senki)                                          | Satellaview                        | 1997 | Cuatro mapas que muestran algunos de los pasajes de la historia de Akanea que no fueron vistos en juegos anteriores. Nunca salieron de Japón, ya que utilizaban el sistema Satellaview, un complemento para SNES que solo fue lanzado en ese país. |
| Fire Emblem: Thracia 776                                                             | ファイアーエムブレム トラキア776 (Fire Emblem: Thracia 776)                                                    | Super NES                          | 1999 | La historia sucede a la vez que la de Seisen no Keifu. Fue el último juego de la saga para Super Famicom. |
| Fire Emblem: Fūin no Tsurugi (The Binding Blade)                                     | ファイアーエムブレム 封印の剣 (Fire Emblem: Fūin no Tsurugi)                                                   | Game Boy Advance                   | 2002 | El primer Fire Emblem que llegó a una consola portátil. |
| Fire Emblem (Blazing Blade)                                                          | ファイアーエムブレム 烈火の剣 (Fire Emblem: Rekka no Ken)                                                      | Game Boy Advance                   | 2003 | El primer título de Fire Emblem lanzado a occidente (América y Europa) y precuela de Fūin no Tsurugi. |
| Fire Emblem: The Sacred Stones                                                       | ファイアーエムブレム 聖魔の光石 (Fire Emblem: Seima no Koseki)                                                 | Game Boy Advance                   | 2004 | Incorpora mecánicas de juego no vistas desde Fire Emblem Gaiden. |
| Fire Emblem: Path of Radiance                                                        | ファイアーエムブレム 蒼炎の軌跡 (Fire Emblem: Soen no Kiseki)                                                  | Nintendo GameCube                  | 2005 | El primer título en mostrar gráficos tridimensionales e incorporar FMV. |
| Fire Emblem: Radiant Dawn                                                            | ファイアーエムブレム 暁の女神 (Fire Emblem: Akatsuki no Megami)                                                | Wii                                | 2007 | Secuela de Fire Emblem: Path of Radiance. |
| Fire Emblem: Shadow Dragon                                                           | ファイアーエムブレム 新・暗黒竜と光の剣 (Fire Emblem: Shin · Ankoku Ryū to Hikari no Tsurugi)                  | Nintendo DS                        | 2008 | Es un remake del primer juego con funciones en línea. |
| Fire Emblem: Shin Monshō no Nazo ~Hikari to Kage no Eiyū~                            | ファイアーエムブレム新・紋章の謎~光と影の英雄~ (Fire Emblem: Shin Monshou no Nazo ~ Hikari to Kage no Eiyuu ~) | Nintendo DS                        | 2010 | Es un remake de la secuela incluida en el tercer juego de la saga y, por tanto, continuación de Fire Emblem: Shadow Dragon. No fue publicado fuera de Japón nuevamente por las bajas ventas del juego anterior. |
| Fire Emblem: Awakening                                                               | ファイアーエムブレム覚醒 (Faiā Emuburemu Kakusei)                                                              | Nintendo 3DS                       | 2012 | Entrega número 13 de la saga, totalmente nueva, pero ambientada en el mismo lugar de Fire Emblem: Monshō no Nazo milenios después. El juego retoma elementos de Fire Emblem: Gaiden, Fire Emblem: The Sacred Stones y Fire Emblem: New Mystery of the Emblem ~ Hero of Light and Shadow. |
| Fire Emblem Fates                                                                    | ファイアーエムブレム if (Faiā Emuburemu ifu)                                                                   | Nintendo 3DS                       | 2015 | Entrega número 14 de la saga. Comparte motor y estilo gráfico de Fire Emblem: Awakening pero con notables mejoras gráficas. Se anunció durante el Nintendo Direct de enero de 2015 con un breve tráiler. La fecha de lanzamiento en Japón es el 25 de junio de 2015, en Norteamérica el 19 de febrero de 2016, y en Europa el 20 de mayo de 2016. El título en Japón es Fire Emblem if pero en Europa y América es Fire Emblem Fates, el título fue confirmado en el E3 2015. La historia ocurre en los reinos de Nohr (Anya en japonés) y Hoshido (Byakuya en japonés). |
| Fire Emblem Heroes                                                                   | ファイアーエムブレム ヒーローズ (Faiā Emuburemu Hīrōzu)                                                        | iOS y Android                      | 2017 | Primer juego para dispositivos inteligentes. |
| Fire Emblem Echoes: Shadows of Valentia                                              | ファイアーエムブレム エコーズ もうひとりの英雄王 (Faiā Emuburemu Ekōzu: Mō Hitori no Eiyū-ō)                   | Nintendo 3DS                       | 2017 | Remake de Fire Emblem Gaiden. |
| Fire Emblem Warriors                                                                 | ファイアーエムブレム無双 (Fire Emblem Musou)                                                                   | Nintendo Switch y New Nintendo 3DS | 2017 | Crossover con la saga Dynasty Warriors, similar a Hyrule Warriors y Hyrule Warriors Legends, desarrollado por Koei Tecmo. |
| Fire Emblem: Three Houses                                                            | ファイアーエムブレム 風花雪月 (Fire Emblem: Fuukasetsugetsu)                                                   | Nintendo Switch                    | 2019 | Primer título de la saga principal para Nintendo Switch anunciado durante el Nintendo Direct del E3 2018. |
| Fire Emblem Warriors: Three Hopes                                                    | ファイアーエムブレム無双 風花雪月 (Fire Emblem Unrivaled: Wind, Flower, Snow, Moon)                            | Nintendo Switch                    | 2022 | Segundo crossover con la saga Dynasty Warriors. Usa los personajes de Three Houses para contar una historia alternativa. Desarrollado por Koei Tecmo. |
| Fire Emblem: Engage                                                                  | ファイアーエムブレム エンゲージ (Fire Emblem: Engēji)                                                          | Nintendo Switch                    | 2023 | Segundo título de la saga principal para Nintendo Switch anunciado durante el Nintendo Direct del mes de septiembre de 2022. |

## Música
Las partituras originales de los juegos de Fire Emblem han sido compuestas por Yuka Tsujiyoko, excepto la de Fire Emblem: The Sacred Stones, compuesta por Saki Haruyama, Yoshihiko Kitamura y Yoshito Hirano, bajo la supervisión directa de Tsujiyoko.
En los primeros ocho juegos de la saga, la música es únicamente instrumental. Fire Emblem: Path of Radiance cambió esta característica e incluyó un tema vocal en sus títulos de crédito: Life Returns; así como en Fire Emblem: Radiant Dawn se incluyó otro tema vocal, llamado: Dawn Awakens.
Mucha de la música de un título, se suele volver a utilizar en otros posteriores. Por ejemplo, el corte Fire Emblem Main Theme aparece en todos los títulos de la saga, en diferentes puntos del juego. Así como Together We Ride, música de reclutamiento de unidades, o la música usada en las batallas. Al reutilizar la música suelen modificarse añadiendo nuevos arreglos e incluso destinándola a otro fin del que fue designada originalmente: por ejemplo, la partitura musical para los mapas de prueba en Path of Radiance era originalmente la partitura para el capítulo diez de Fire Emblem: Seisen no Keifu.

## Otros medios

### Anime
En 1995, fue producido (en colaboración con KSS) y emitido un OVA llamado simplemente Fire Emblem. Está basado en las primeras escenas de Monshō no Nazo, y se compone de dos episodios. Su protagonista es Marth, y todos los personajes que aparecen son de dicho juego.

### Juego de cartas
El juego de cartas coleccionables de Fire Emblem fue publicado por NTT Publishing Co., Ltd. en agosto de 2001. Seis series fueron realizadas antes de su fin en 2006. Las tres primeras series estaban basadas en los personajes de Seisen no Keifu. La cuarta en los personajes de Thracia 776, y la antología de expansión de personajes de ambos juegos, pero dibujados por varios artistas. En las dos últimas, figuran los personajes de Monshō no Nazo. El juego de cartas es similar a la forma de batalla en los juegos, pero se usan cartas de personajes, terreno, armas, cartas especiales, etc. NTT Publishing también publicó los libros y bandas sonoras de Fire Emblem.

### Apariciones en otros juegos
Desde su aparición en 1990, Fire Emblem ha permanecido en gran medida dentro de las fronteras japonesas. En 2001, sin embargo, fue lanzado Super Smash Bros. Melee, que incluía personajes de diversos juegos de Nintendo. Este juego contiene a dos personajes de la saga Fire Emblem: Marth, protagonista del primer (Fire Emblem: Ankoku no Ryū a Hikari no Ken) y tercer juego de la serie (Fire Emblem: Monshō no Nazo); y Roy, protagonista del en ese momento inédito sexto juego Fire Emblem: Fūin no Tsurugi. Según la página web de Nintendo, Marth fue incluido por la petición de los jugadores japoneses. Si Marth está desbloqueado, se puede cambiar la música del Templo Hyrule a una mezcla de la melodía de Fire Emblem Main Theme y Encounter Theme de Ankoku Ryū to Hikari no Ken.
El diseño y jugabilidad de Marth atrajo la atención de Nintendo America durante su fase de localización, por lo que se decidió su inclusión en la versión para Norteamérica. Roy se había incluido en Japón para promocionar el juego Fūin no Tsurugi. Debido a la popularidad adquirida gracias a Super Smash Bros. Melee, Nintendo decidió localizar y publicar los juegos de Fire Emblem en América y Europa.
En Super Smash Bros. Brawl, Marth sigue siendo un personaje jugable, junto a Ike, protagonista del juego lanzado por las mismas fechas Path of Radiance. Lyn, una lord de Fire Emblem, aparece como ayudante y otros muchos personajes hacen aparición como trofeos, pegatinas y otras cosas. "Fire Emblem Theme" está basado en la melodía de Fire Emblem del anterior juego, contando con algunos retoques y la letra en latín, aunque la melodía de Fire Emblem del Melee también aparece, entre otras canciones de la saga. Una prueba de juego del Fire Emblem: Monshou no Nazo fue incluida en la versión japonesa de Super Smash Bros. Brawl.
En otros juegos de Intelligent Systems, como Paper Mario: La puerta milenaria, un personaje secundario habla sobre sus videojuegos favoritos. El primero en mencionar es Fire Emblem. Además, el juego de Nintendo DS Daigasso! Band Brothers incluye el tema de Fire Emblem.
También en un juego desarrollado por Atlus llamado Tokyo Mirage Sessions™ #FE Encore, en el cual juegas como aspirantes a estrellas, tú y tus amigos deben usar el poder de la creatividad, manifestado como personajes de Fire Emblem, para luchar una guerra secreta en contra de espíritus que se alimentan de la energía creativa. Cada encuentro te adentrará en la aventura con intensos combates por turnos que mezclan en armonía los estilos de combate de Fire Emblem y de RPGs de Atlus.

## Tear Ring Saga
Cuando Shouzo Kaga dejó Intelligent Systems, formó su propia compañía: Tirnanog Co. Bajo el alero de ésta, creó un juego muy parecido a lo que venía haciendo en la saga Fire Emblem, el que fue llamado Tear Ring Saga.
Este videojuego fue lanzado para PlayStation el 23 de mayo de 2001 en Japón, el único lugar en donde fue distribuido.
Más tarde, el 26 de mayo de 2005, se lanzó para PlayStation 2 una secuela en Japón, llamada Berwick Saga.
TearRing Saga contiene notables similitudes con la saga de juegos Fire Emblem. Entre ellas están el nombre de personajes y armas, el sistema de juego y que originalmente sería llamado Emblem Saga.
Esto causó que el distribuidor, Nintendo, presentara una demanda en contra de Enterbrain y Tirnanog en julio de 2001, alegando que la compañía era culpable de una infracción de derechos de autor. El primer juicio terminó en noviembre de 2002, cuando el Tribunal de Distrito de Tokio rechazó las afirmaciones de Nintendo. Nintendo presentó una segunda demanda en apelación, y el segundo juicio comenzó tres meses después del primero, esta vez bajo el Tribunal Superior de Tokio. El segundo juicio terminó en noviembre de 2004, y se le ordenó a Enterbrain pagar una multa de 76 millones de yenes a Nintendo. Sin embargo, el juego no fue considerado como una violación de los derechos de autor, y las copias se mantuvieron en las tiendas. Nintendo y Intelligent Systems hicieron otra apelación ante el Tribunal Supremo de Japón, donde se confirmó la segunda sentencia. Los procedimientos judiciales terminaron en abril de 2005.